# Panamericansaurus
Panamericansaurus is een geslacht van plantenetende sauropode dinosauriërs, behorend tot de groep van de Titanosauria, dat tijdens het late Krijt leefde in het gebied van het huidige Argentinië. De enige benoemde soort is Panamericansaurus schroederi.

## Vondst en naamgeving
In juni 2003 ontdekte een team van de Universidad Nacional del Comahue drie kilometer ten westen van het stadje San Patricio del Chañar, in de provincie Neuquén, op het land van boer Schroeder de resten van een sauropode. Die werden eerst toegeschreven aan Aeolosaurus maar nieuwe vondsten van die laatste soort toonden aan dat de twee vormen verschillen zodat er alsnog een nieuwe soort benoemd moest worden.
In 2010 werd de typesoort Panamericansaurus schroederi benoemd en beschreven door Jorge Orlando Calvo en Juan Domingo Porfiri. De geslachtsnaam verwijst naar het bedrijf Pan American Energy, sponsor van de opgravingen. De soortaanduiding eert de familie Schroeder en had dus eigenlijk in het meervoud moeten staan wat "schroederorum" had opgeleverd.
Het fossiel, holotype MUCPv-417, is gevonden in de Allenformatie die dateert uit het Campanien-Maastrichtien, ongeveer 70 miljoen jaar oud. Het bestaat uit vijf achterste staartwervels, een sacrale wervel, een linkeropperarmbeen, chevrons en ribfragmenten. Het maakt deel uit van de collectie van het Museo de la Universidad del Comahue, Paleontología de Vertebrados.

## Beschrijving
Panamericansaurus is een vrij kleine sauropode met een geschatte lengte van elf meter, uitgaande van de proporties bij Gondwanatitan. Het opperarmbeen is 123 centimeter lang.
De beschrijvers hebben enkele unieke afgeleide eigenschappen, autapomorfieën, van Panamericansaurus bepaald: de middelste achterste staartwervels hebben zeer lange voorste werveluitsteeksels, prezygapofysen, die schuin naar voren steken met een lengte die gelijk is aan, of iets korter dan, het wervelcentrum; de achterste werveluitsteeksels, de postzygapofysen, zijn in het midden van het wervelcentrum geplaatst; de richels die van de prezygapofysen naar de doornuitsteeksels lopen, de laminae spinopraezygapophyseales, zijn aan hun bovenrand verbreed; de robuustheidsindex, de verhouding tussen de kleinste schachtomtrek en de lengte, van het opperarmbeen is lager dan 0,4.
De sacrale wervel is opisthocoel: bol van voren en hol van achteren. Hij heeft geen zijdelingse uithollingen, pleurocoelen. Van het doornuitsteeksel is alleen de basis bewaard; de wervelboog is iets naar achteren gericht. De sacrale ribben zijn robuust en steken ver zijdelings uit. De staartwervels zijn sterk procoel: van voren hol en van achteren bol. Hun doornuitsteeksels staan schuin naar voren onder een hoek van 65°. De voorste zijde van het wervellichaam maakt een rechte hoek met de onderkant.
Het opperarmbeen is graciel gebouwd met een sterke vernauwing in het midden van de schacht: de robuustheidsindex is slechts 0,34. De deltopectorale kam is welgevormd.

## Fylogenie
De beschrijvers hebben Panamericansaurus in de Titanosauridae geplaatst. Meer bepaald zou de soort met Aeolosaurus rionegrinus en Gondwanatitan faustoi een klade Aeolosaurini vormen, hoewel het daarvan een eerder bepaalde gedeelde eigenschap, synapomorfie, mist: een schuin naar voren gerichte voorrand van het wervelcentrum.